# Ouï (Tobol)
Pour les articles homonymes, voir Oui.
L'Ouï (en russe : Уй) est une rivière de Russie et du Kazakhstan et un affluent gauche de la Tobol, dans le bassin de l'Ob.

## Géographie
Elle a une longueur de 462 km et draine un bassin de 34 400 km2, soit une superficie supérieure de plus de 10 % à celle de la Belgique.
La rivière prend naissance dans l'Ouraltaou, en Bachkirie, et coule ensuite dans l'oblast de Tcheliabinsk, où elle arrose la ville de Troïtsk. Elle forme ensuite la frontière entre la Russie et le Kazakhstan (oblys de Kostanaï) et se jette finalement dans la Tobol sur le territoire de l'oblast de Kourgan, dont elle forme la frontière sud.
L'Ouï est gelée de novembre à mars inclus.

## Affluents
- Le Kourassan (rive droite)
- L'Ouvelka (rive gauche)
- Le Togouzak (rive droite)

## Villes traversées
- Troïtsk est située au confluent de l'Ouï et de l'Ouvelka, son affluent principal.

## Hydrométrie - Les débits mensuels à Kroutoyarskiï
L'Ouï est une rivière peu abondante. Son débit a été observé pendant 22 ans (sur la période allant de 1967 à 1988) à Kroutoyarskiï, petite localité située à quelque 70 kilomètres de sa confluence avec la Tobol. La station se trouve à la frontière entre la Russie et le Kazakhstan.
À Kroutoyarskiï, le débit annuel moyen ou module observé sur cette période était de 13,6 m3/s pour une surface de drainage de 32 900 km2, soit plus ou moins 96 % de la totalité du bassin versant de la rivière. La lame d'eau d'écoulement annuel dans le bassin se montait de ce fait à 13,1 millimètres, ce qui est très faible, et résulte de la rareté des précipitations sur la plus grande partie de son bassin situé aux limites de l'Asie centrale.
Le débit moyen mensuel de l'Ouï observé en février (minimum d'étiage) est de 1,68 m3/s, soit environ 2 % du débit moyen du mois d'avril (80,6 m3/s), ce qui souligne l'extrême amplitude des variations saisonnières. Et les écarts de débits mensuels peuvent être encore bien plus importants d'après les années : sur la durée d'observation de 22 ans, le débit mensuel minimal a été de 0,14 m3/s en février et mars 1976 - année de sécheresse mémorable sur la plus grande partie de l'Europe également -, tandis que le débit mensuel maximal s'élevait à 288 m3/s en avril 1970.
En ce qui concerne la période libre de glace (d'avril à octobre inclus), le débit minimal observé a été de 0,45 m3/s en août 1976.
On constate aussi de fortes disparités d'écoulement d'après les années. Ainsi le débit annuel moyen se montait à 38,2 m3/s en 1970, et n'était plus que de 2,23 et 2,37 m3/s respectivement en 1975 et 1976.

## Les barrages
On a édifié trois retenues d'eau sur le cours de la rivière, dans le but de la régulariser et d'assurer l'approvisionnement en eau des populations et des industries riveraines. La plus importante d'entre elles est celle de Troïtsk (водохранилища Троицкое) dont l'étendue est de 10,3 kilomètres carrés (superficie supérieure au tiers de celle du lac d'Annecy en France).